# Aikea-Guinea
Aikea-Guinea è un EP del gruppo musicale scozzese di rock alternativo Cocteau Twins, pubblicato dall'etichetta 4AD nel marzo 1985.

## Tracce
1. Aikea-Guinea – 3:57
2. Kookaburra – 3:19
3. Quisquose – 4:10
4. Rococo – 3:08

## Gruppo
- Elizabeth Fraser - voce
- Robin Guthrie - chitarra
- Simon Raymonde - basso